# István Katona
Pour les articles homonymes, voir Katona.
Dans le nom hongrois Katona István, le nom de famille précède le prénom, mais cet article utilise l’ordre habituel en français István Katona, où le prénom précède le nom.
 (juillet 2020).
Si vous disposez d'ouvrages ou d'articles de référence ou si vous connaissez des sites web de qualité traitant du thème abordé ici, merci de compléter l'article en donnant les références utiles à sa vérifiabilité et en les liant à la section « Notes et références ».
István Katona, né le 13 décembre 1732 à Bolyk (Hongrie) et décédé le 17 août 1811 à Kalocsa (Hongrie), est un prêtre jésuite hongrois, écrivain et historien de renom.

## Biographie
Entré à dix-huit ans dans la Compagnie de Jésus (1750) István Katona est ordonné prêtre le 26 juin 1761 à Nagyszombat. 
Lorsque la Compagnie de Jésus est supprimée, en 1773, Katona occupe les chaires d’éloquence sacrée et d’histoire à l’université de Nagyszombat, puis devient chanoine de Kalocsa et abbé de Bodrog-Monostor.

## Œuvres
On lui doit trois principaux ouvrages historiques en latin : Historia critica primorum Hungariæ Ducum (Pest, 1778, in-8°) ; Historia critica regum Hungarice stirpis Arpadianæ (Pesth, 1779-1780, 8 vol. in-8°) ; Historia critica regum stirpis Austriacæ (Kolosvar, puis Bude, 1795-1801, 37 petits vol.) : histoire importante qui va jusqu’à 1801 et que l’autorité autrichienne lui interdit de continuer.
On cite en outre de Katona : Epitome chronologica Rerum Hungaricarum Transsylvanicarum et Illyricarum (Bude, 1796-1797, 3 vol. in-8°) ; Synopsis chronologica Historiarum (Tyrnau, 1757-1773 ; 2 vol. in-8°) ; Historia metropolitanæ Colosiensis Ecclesiæ (Kolocza, 1800, 2 vol. in-8°).